# Erinnerungsabzeichen für die Besatzung der Luftschiffe
Das Erinnerungsabzeichen für die Besatzung der Luftschiffe wurde am 1. August 1920 von Reichswehrminister Otto Geßler gestiftet.
Es gab zwei Ausführungen für Luftschiffer des Heeres und der Marine. Auf Antrag wurde es Offizieren, Deckoffizieren, Unteroffizieren und Mannschaften ehemaliger Luftschiffbesatzungen des aktiven, inaktiven und des Beurlaubtenstandes, die während des Krieges insgesamt mindestens eine einjährige Tätigkeit auf fahrbereiten Frontluftschiffen aufzuweisen hatten, verliehen. Hiervon konnte bei Verwundung bzw. Unfall im Luftschiffdienst sowie bei Gefangenschaft oder bei ganz besonderen Leistungen abgesehen werden.
Das ovale Abzeichen besteht aus einem Kranz von Lorbeer- (unten) und Eichenblättern (oben), ist unten drei Mal umbunden, oben mit einer Bandschleife bedeckt und von dieser leicht überragt. Mittig ist die Darstellung eines Heeres-Luftschiffes zu sehen, das seitlich auf dem Kranz aufliegt.
Bei der Auszeichnung für Marine-Luftschiffer ist ein Marine-Luftschiff zu sehen und über der Bandschleife die Abbildung der deutschen Kaiserkrone.
Getragen wurde die Auszeichnung als Steckabzeichen auf der linken Brustseite.
Da die Finanzlage der Weimarer Republik es nicht anders zuließ, mussten die Beliehenen sich die Auszeichnung auf eigene Kosten anfertigen lassen.